# Tvegyltan
Tvegyltan är en ö i Finland. Den ligger i Skärgårdshavet och i kommunen Pargas i den ekonomiska regionen  Åboland i landskapet Egentliga Finland, i den sydvästra delen av landet. Ön ligger omkring 51 kilometer sydväst om Åbo och omkring 190 kilometer väster om Helsingfors. 
Öns area är 3,6 hektar och dess största längd är 300 meter i sydöst-nordvästlig riktning. Runt Tvegyltan är det mycket glesbefolkat, med 7 invånare per kvadratkilometer. Närmaste större samhälle är Korpo, 2,9 km sydost om Tvegyltan.